# Hülsen (Solingen)
Hülsen ist eine Hofschaft in der bergischen Großstadt Solingen.

## Geographie
Hülsen befindet sich im Norden des Stadtteils Aufderhöhe zwischen der Höhscheider und der Uferstraße auf einer Anhöhe südlich des Viehbachtals. In einem kleinen Taleinschnitt im Süden Hülsens liegt die Hofschaft Riefnacken. Ebenfalls südlich befinden sich Heipertz und Aufderbech, im Westen Alten- und Neuenufer. Dort überquert die Viehbachtalstraße die Höhscheider Straße. Im Norden liegt Untenmankhaus. Im Nordosten befindet sich die Anschlussstelle der Viehbachtalstraße an den Schwarzen Pfählen, südlich davon der Wohnplatz Junkernhäuschen.

## Etymologie
Die Ortsbezeichnung kommt in vielen Gegenden vor (vergleiche auch Hülsen (Elberfeld)). Das Wort bezeichnet die Stechpalmen, die auch als Ilex bezeichnet werden. Diese Pflanzen herrschten wohl bei Gründung des Hofes in der Gegend vor.

## Geschichte
Hülsen gehört zu den Höfen, die bereits vor dem Jahr 1500 vorhanden waren. Die erste urkundliche Erwähnung als van den Hulsen ist auf das Jahr 1363 datiert. Auch im 17. Jahrhundert findet die Hofschaft Erwähnung, als im Jahre 1616 ein Anton zum Hülsen genannt wird.
Im Jahre 1715 ist Hülsen in der Karte Topographia Ducatus Montani, Blatt Amt Solingen, von Erich Philipp Ploennies mit einer Hofstelle verzeichnet und als Hülſen benannt. Es gehörte zur Honschaft Barl innerhalb des Amtes Solingen. Die Topographische Aufnahme der Rheinlande von 1824 verzeichnet den Ort als Hülſen und die Preußische Uraufnahme von 1844 als Hülsen. In der Topographischen Karte des Regierungsbezirks Düsseldorf von 1871 ist der Ort ohne Namen verzeichnet.
Nach Gründung der Mairien und späteren Bürgermeistereien Anfang des 19. Jahrhunderts gehörte Hülsen zur Bürgermeisterei Merscheid, die 1856 zur Stadt erhoben und im Jahre 1891 in Ohligs umbenannt wurde.
1815/16 lebten 50, im Jahr 1830 58 Menschen im als Weiler bezeichneten zu den Hülsen. Dort lag es in der Flur VIII. Wieveldick. Der nach der Statistik und Topographie des Regierungsbezirks Düsseldorf als Hofstadt kategorisierte Ort besaß zu dieser Zeit neun Wohnhäuser und elf landwirtschaftliche Gebäude mit 60 Einwohnern, allesamt evangelischen Bekenntnisses. Die Gemeinde- und Gutbezirksstatistik der Rheinprovinz führt den Ort 1871 mit 19 Wohnhäusern und 135 Einwohnern auf. Im Gemeindelexikon für die Provinz Rheinland von 1888 werden für Hülsen 20 Wohnhäuser mit 102 Einwohnern angegeben. 1895 besitzt der Ortsteil 19 Wohnhäuser mit 97 Einwohnern.
Mit der Städtevereinigung zu Groß-Solingen im Jahre 1929 wurde die Hofschaft Hülsen ein Ortsteil Solingens. Als einer der wenigen tatsächlich realisierten Abschnitte der geplanten Autobahn 54 entstand am Ende der 1970er Jahre auf dem Teilstück An der Gemarke bis Mangenberg eine vierspurige Kraftfahrstraße durch das nördlich von Hülsen gelegene Viehbachtal. Dieses Teilstück der als L 141n gewidmeten Viehbachtalstraße wurde am 31. August 1979 dem Verkehr übergeben. Nach zahlreichen Anwohnerbeschwerden über zu viel Lärm wurden im Folgejahr einige Maßnahmen für einen verbesserten Lärmschutz eingeleitet. Der Weiterbau der Viehbachtalstraße zwischen Mangenberg und dem Frankfurter Damm erfolgte bis 1981. Ein weiterer Ausbau unterblieb; die A 54 wurde nie fertiggestellt.:55

Seit dem Jahre 1986/1987 stehen von den historischen Fachwerkhäusern im Ort die Gebäude Hülsen 8, 10, 17, 19, 21, 23, 25 und 26 unter Denkmalschutz.

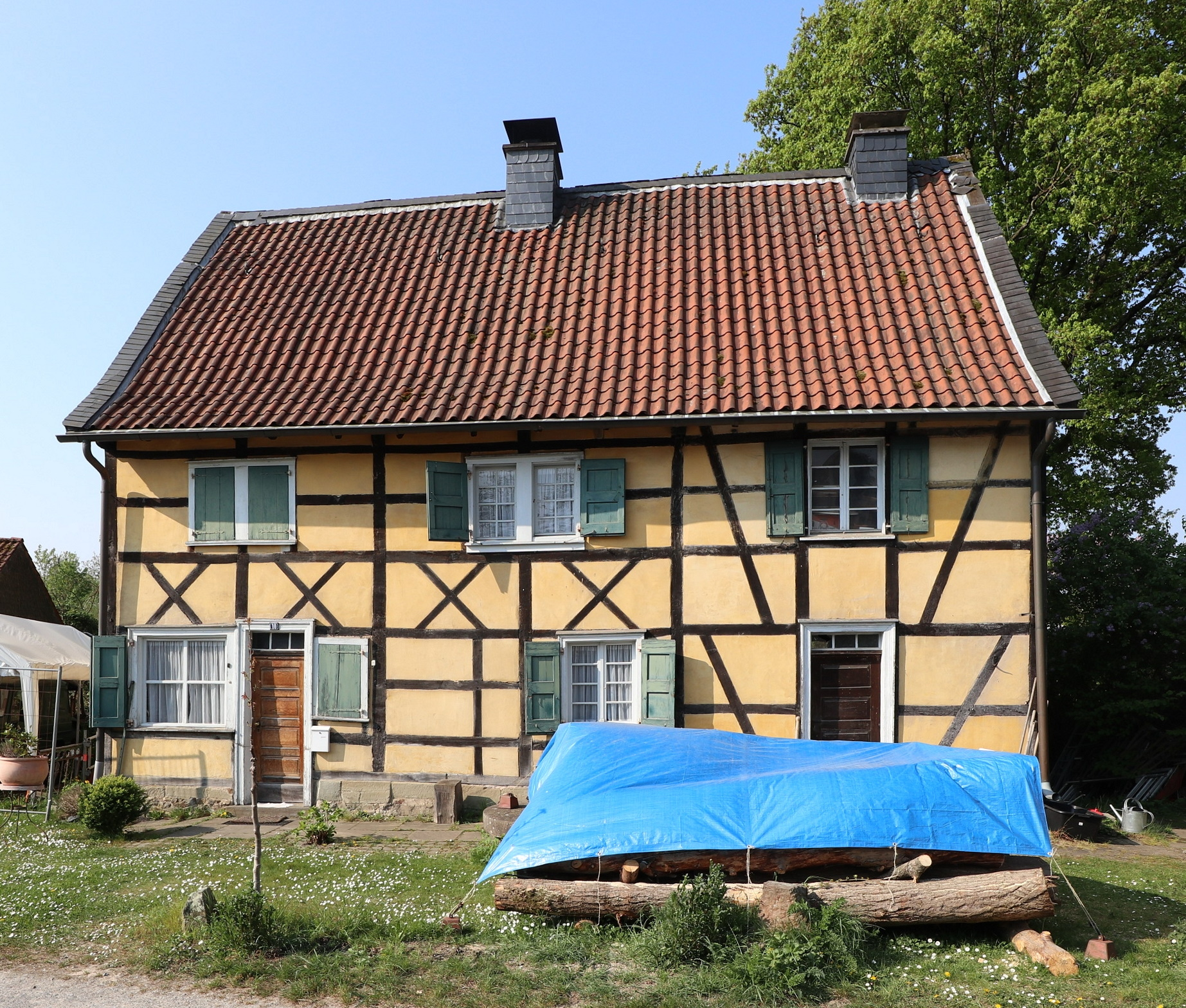
Hülsen 8, 10
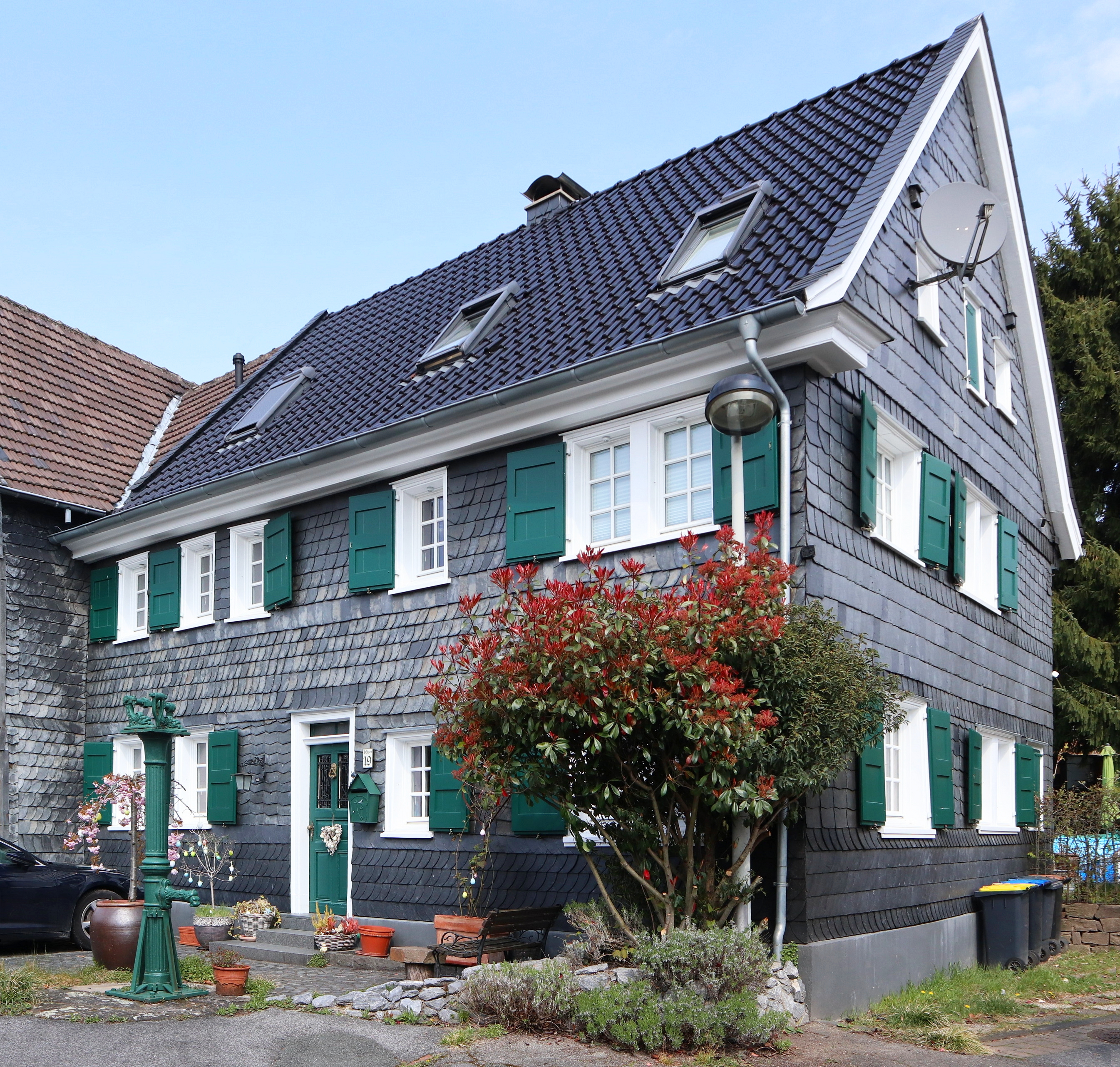
Hülsen 19, 21, 23
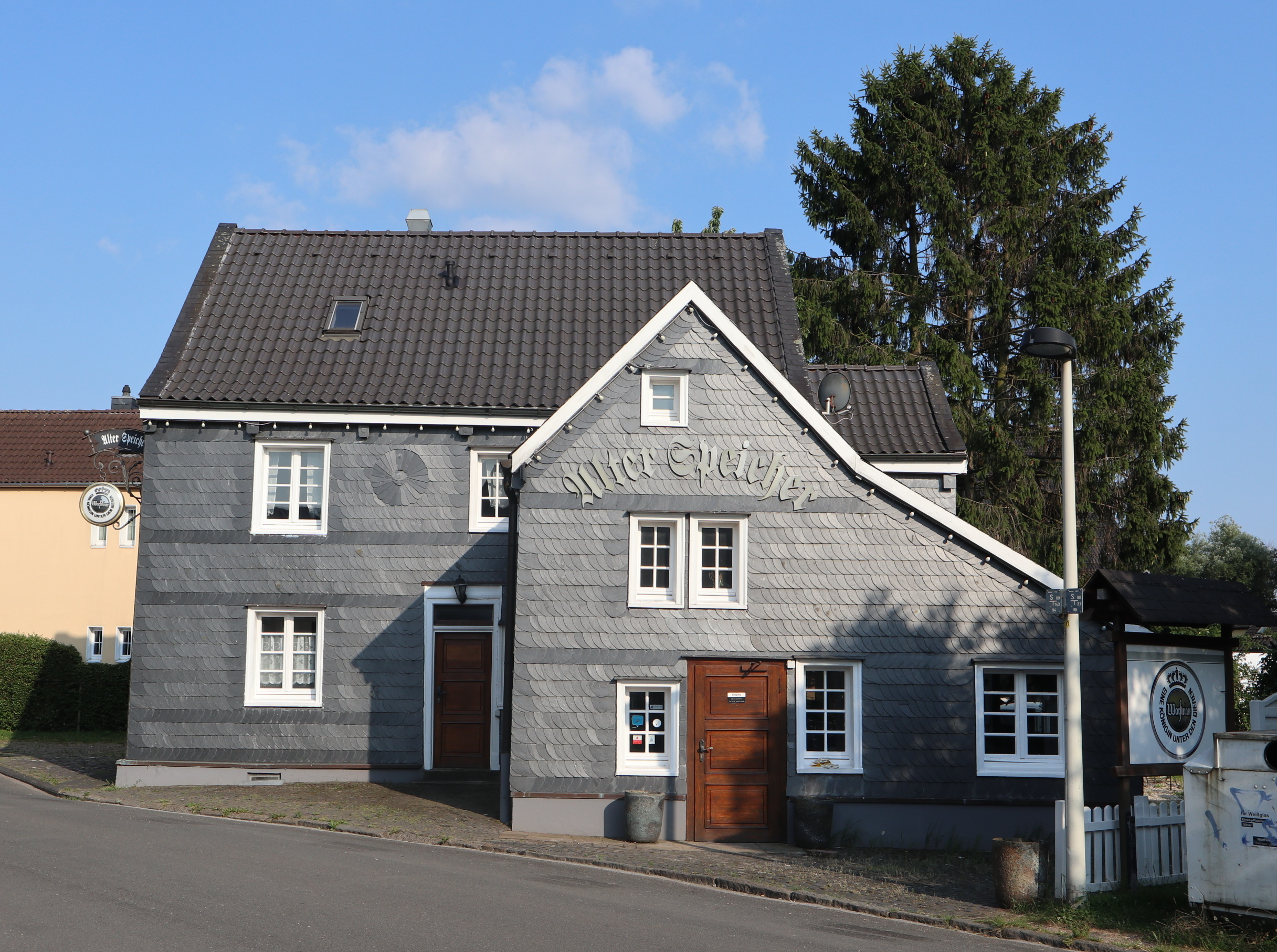
Uferstraße 49, 51
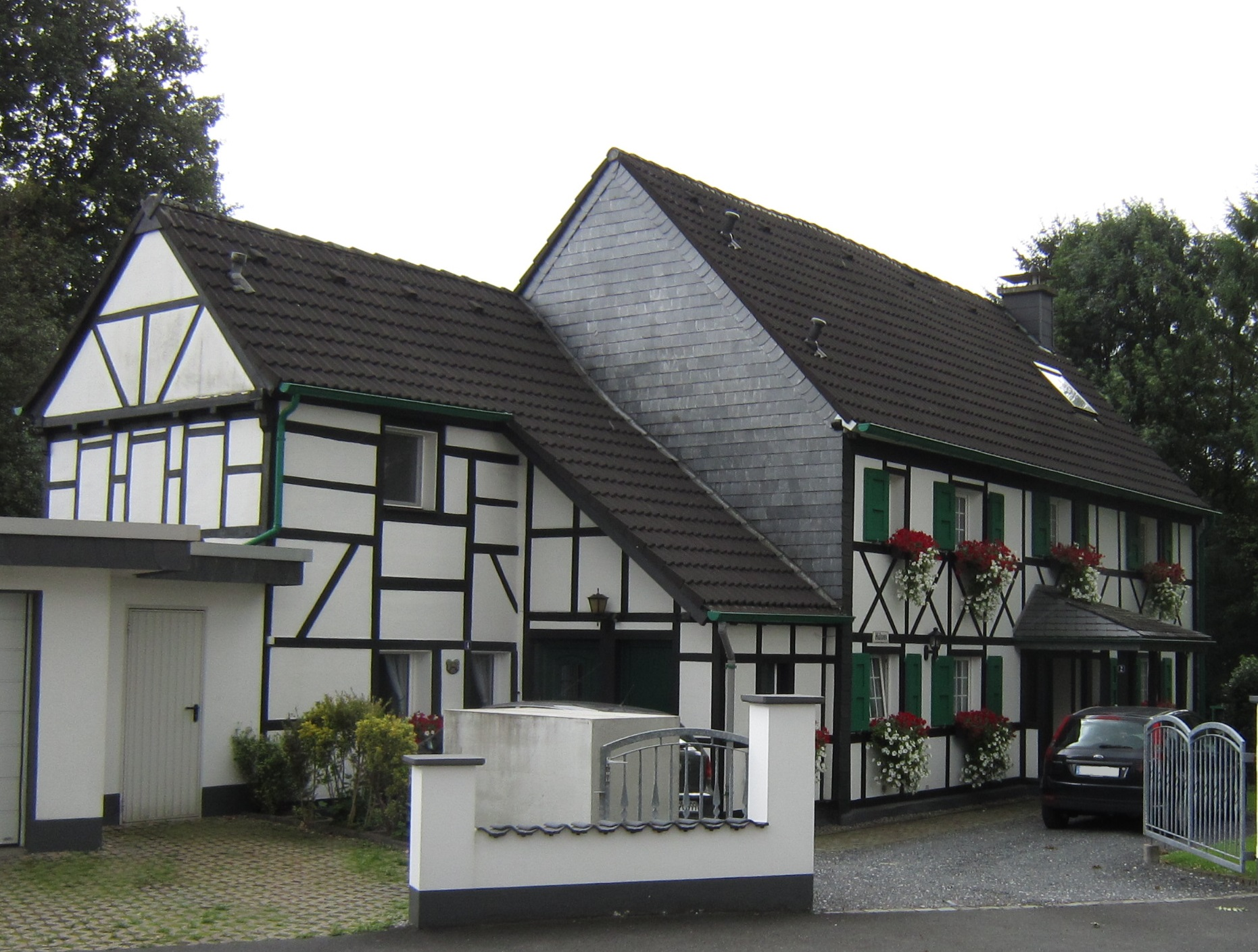
Fachwerkhaus an der Uferstraße